# 인물사담회
《인물사담회》는 월요일 밤 10시 50분 부터 11시 40분까지 EBS 1TV에서 방송되었던 교양 프로그램이다.